# Journal of Flow Chemistry
Das Journal of Flow Chemistry, abgekürzt J. Flow Chem., ist eine wissenschaftliche Fachzeitschrift, die vom Akadémiai Kiadó im Auftrag der Flow Chemistry Society veröffentlicht wird. Die Zeitschrift erscheint mit vier Ausgaben im Jahr. Es werden Artikel veröffentlicht, die sich mit der Anwendung der Durchflusschemie in verschiedenen chemischen Gebieten beschäftigen.
Der Impact Factor lag für das Jahr 2020 bei 2,786. Nach der Statistik des Web of Science wird das Journal mit diesem Impact Factor in der Kategorie multidisziplinäre Chemie an 98. Stelle von 178 Zeitschriften geführt.